# アルコ・ブリタニコ

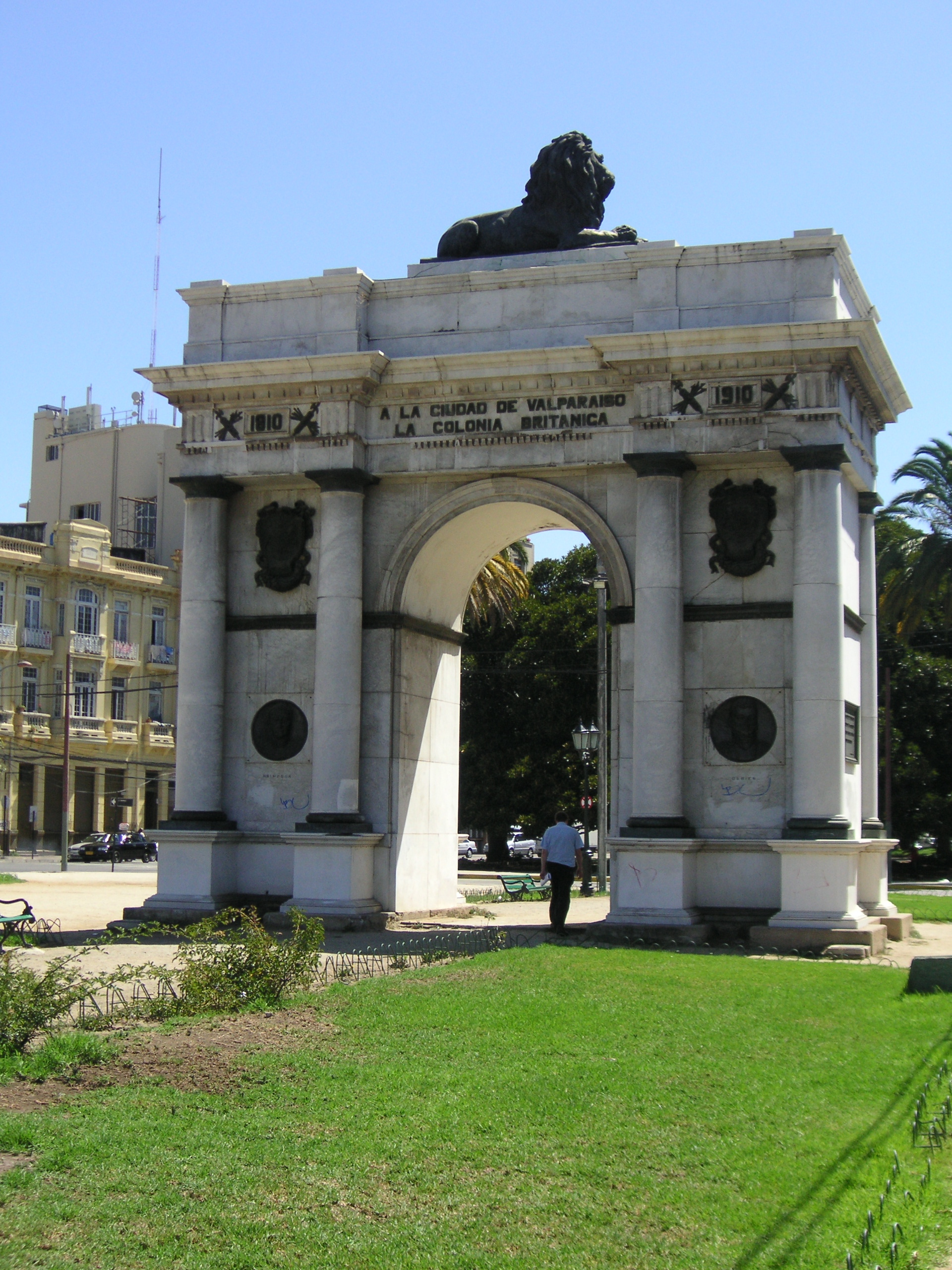
アルコ・ブリタニコ

アルコ・ブリタニコ (スペイン語: Arco Británico, 「イギリス人の門」の意) は、チリ、バルパライソのブラジル通りにある記念碑である。1910年、チリ独立100周年を記念して、イギリス人コミュニティから町に寄贈された。チリの建築家Alfredo Azancotが設計し、1911年に公開された。
記念碑はイタリアから輸入された大理石で覆われ、その上にはイギリスのビクトリア調のライオンが腰を据えている。また、独立戦争に参加した4人のイギリス人（トマス・コクラン、ベルナルド・オイギンス、ロバート・シンプソン、ジョージ・オブライアン）や、チリとイギリスの国章が描かれている。
1968年には、エリザベス2世がチリへの公式訪問の際に凱旋門を訪れ、2009年にはチャールズ3世（当時皇太子）も訪問している。